# Селищанський
Селища́нський — пасажирський залізничний зупинний пункт Жмеринської дирекції Південно-Західної залізниці, розташований на лінії Козятин I — Жмеринка між станціями Тюшки (11 км) та Гнівань (3 км). Відстань до ст. Вінниця — 22 км, до ст. Жмеринка — 25 км.
Відкритий у 1990-их роках. Розташований біля села Селище Тиврівського району Вінницької області.
Якщо дивитися обличчям на Жмеринку, ліворуч розташований великий ліс, де дуже добре родять білі гриби.